# محمد هواري
محمد هواري (26 يناير 1977 بفاس في المغرب - ) هو لاعب كرة سلة مغربي في مركز هجوم صغير الجسم.

## وصلات خارجية
- محمد هواري على موقع ريلجم (الإنجليزية)